# Соколовська Олена Рабігівна
Олена Рабігівна Соколовська (до 1981 — Ахамінова; нар. 5 жовтня 1961, м. Свердловськ, РРФСР) — радянська та українська волейболістка. Заслужений майстер спорту СРСР (1980). Нападниця. Володіла надпотужним нападаючим ударом; атакувала переважно із зони «4».

## Життєпис
Батько — майстер спорту з волейболу і уродженець Малої Кабарди Рабіг Ахамінов. Мати, Інеса Квашніна — майстер спорту з баскетболу. Батьки познайомилися під час його служби в армії у Свердловську, після демобілізації одружилися. Олена мала сестру Ірину. 
Місцем постійного проживання сім'я Ахамінових вибрала Свердловськ, знаменитий своїм жіночим волейбольним клубом «Уралочка». Старша дочка Олена почала займатися волейболом у дитячій юнацькій спортивній школі клубу 1973 року в тренера Юрія Філімонова.
У чемпіонатах СРСР виступала за команди: 1977—1982 — «Уралочка» (Свердловськ), 1982—1989 — «МедІн» (Одеса). Чемпіонка СРСР 1978—1982, срібна (1983) і бронзова (1984) призерка союзних першостей. Володарка Кубка СРСР 1983. Срібна (1979) і бронзова (1983) призерка Спартакіад народів СРСР (у складі збірних РСФСР 1979 року і Української РСР 1983 року). Переможниця Кубка європейських чемпіонів 1981 і 1982. Володарка Кубка володарів кубків ЄКВ 1983.
У складі збірної СРСР в офіційних змагання виступала у 1979—1983 роках. В її складі стала олімпійською чемпіонкою 1980, бронзовою призеркою Кубка світу 1981, чемпіонкою Європи 1979, срібною призеркою європейських першостей 1981 і 1983, учасницею чемпіонату світу 1982.
У 1989—1993 роках виступала за команди Фінляндії, у 1993—1994 — «Динамо-Джінестра» (Одеса, Україна), 1994—1995 — «Поліце» (Польща), 2-га половина 1990-х — команди європейських країн, 2002—2003 — «Хімік» (Южне, Україна).
Із серпня 2006 року — головна тренерка ВК «Джінестра» (Одеса). Як тренерка: срібна призерка чемпіонату України (2006—07, 2007—08, 2009—10, 2010—11), володарка Кубка України (2009—10, 20010—11).
2013—2015 рр. — начальниця управління фізкультури і спорту Одеської міської ради, змінивши на цій посаді футболіста Ігоря Бєланова.
Одна з найкращих волейболісток Одеси ХХ століття.

## Нагороди
- Медаль «За трудову доблесть».

- Заслужений майстер спорту СРСР (1980).